# Zona metropolitană Chicago

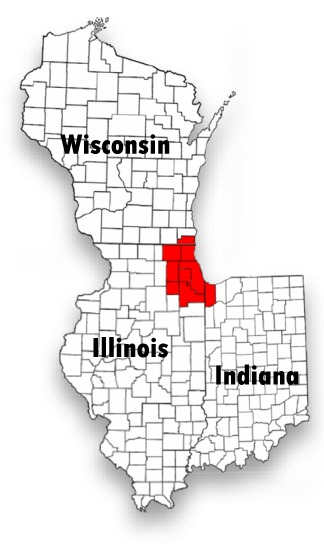
Zona metropolitană Chicago

Regiunea metropolitană Chicago este una din cele mai mari zone metropolitane din lume. Ea a avut în 2007, 9,7 milioane locuitori, cuprinde 15 comitate din care 10 se află în statul Illinois, 4 în Indiana și un comitat în Wisconsin.
Suburbii (orașe) cu peste 100.000 loc
- Aurora, Illinois
- Elgin, Illinois
- Joliet, Illinois
- Naperville, Illinois

Suburbii (orașe) cu peste 60.000 loc
- Arlington Heights, Illinois
- Bolingbrook, Illinois
- Cicero, Illinois
- Evanston, Illinois
- Gary, Indiana
- Hammond, Indiana
- Kenosha, Wisconsin
- Palatine, Illinois
- Schaumburg, Illinois
- Skokie, Illinois
- Waukegan, Illinois

Suburbii (orașe) între 10.000 - 60.000 loc
- Barrington
- Batavia
- Berwyn
- Bridgeview
- Carpentersville
- Crystal Lake
- Geneva
- Highland Park
- La Grange
- Lake Forest
- Lake Zurich
- Melrose Park
- Northbrook
- Oak Park
- Schererville
- St. Charles
- Tinley Park
- Westchester
- Wheaton
- Winnetka